# ロマンヴィル
ロマンヴィル （Romainville）は、フランス、イル＝ド＝フランス地域圏、セーヌ＝サン＝ドニ県のコミューン。

## 地理
ロマンヴィルはパリの東約3kmに位置し、ベルヴィルの丘の東端にあたる。
コミューンにはA3のインターチェンジがある。
20世紀初頭のロマンヴィルにはかつてトラムのターミナルがあったが、現在は鉄道駅も地下鉄駅もない。

## 歴史
1845年、モリブの石切り場から新石器時代の人間の頭蓋骨が発見された。
7世紀、エルマントルードの所有する城が現在のロマンヴィルにあったことで、その存在が確認された。
ロマンヴィルとはラテン語のRomanvillaから派生している。8世紀のモー司教ロマヌス（Romanus）がこの地に所領を持っていたことに由来する。
1351年、ロマンヴィルにはハンセン病患者のコロニーがあった。
1630年、領主ニコラ・ド・ケランが城を建てた。その後セギュール家が所領を継承した。
1814年3月、パリを包囲したロシア軍が本営を置いた。
ティエールの命令により、ロマンヴィルとノワジー＝ル＝セックに砦（ティエールの壁）が築かれた。1867年、砦を含むロマンヴィルの一部がレ・リラの名でコミューンとして分離した。
20世紀初頭に工業化が進み、医薬品分野が成長した。

## 姉妹都市
- ベンフリート、イギリス
- カザレッキオ・ディ・レーノ、イタリア

## 出身者
- リチャード・クレイダーマン：ピアニスト